# Xerox Alto

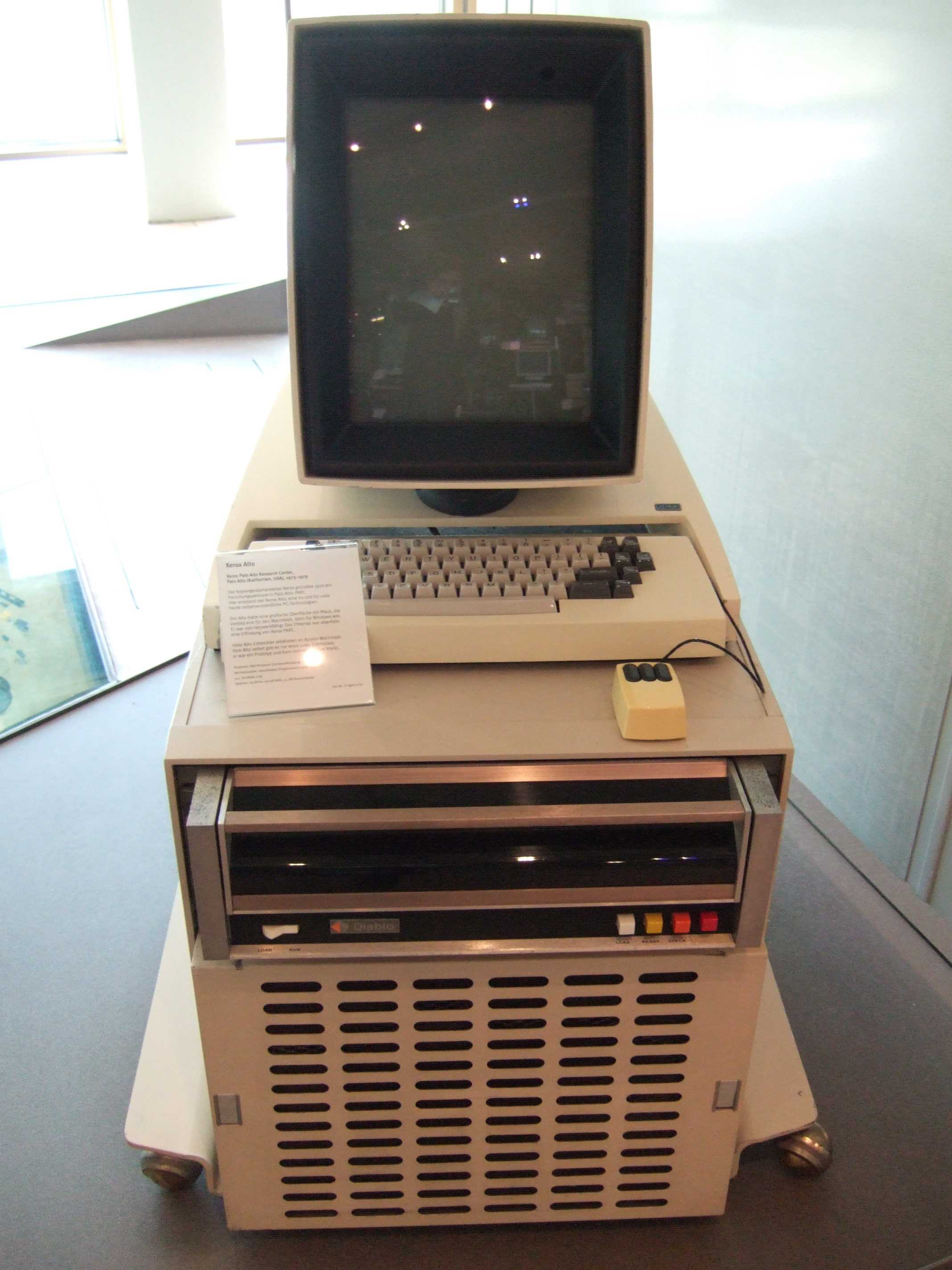
Xerox Alto

Der Xerox Alto wurde 1973 am Forschungszentrum Xerox PARC entwickelt und war die erste Workstation mit einer grafischen Benutzeroberfläche (engl. graphical user interface, kurz GUI), die über eine Computermaus angesteuert wurde. Mit einer schreibmaschinenähnlichen Tastatur, einer Drei-Tasten-Maus, einer zusätzlichen kleinen 5-Tasten-Akkordtastatur für besondere Befehle, einem objektorientierten Betriebssystem und einer Ethernet-Netzwerkschnittstelle war er wegweisend für den künftigen Personal Computer; viele der Innovationen im Alto wurden später von Steve Jobs für den Lisa und den Macintosh von Apple übernommen.

## Geschichte
Die ersten Entwürfe entstanden 1972 unter dem Entwickler Butler Lampson. Hergestellt wurden die ersten Maschinen von Clement Designlabs in Zusammenarbeit mit Doug Fairbairn (Xerox PARC). Weitere beteiligte Entwickler waren Edward M. McCreight und Charles P. Thacker, Robert Metcalfe und David Boggs. Die CPU bestand aus einem Bit-slice-Prozessor, der auf dem 74181-Chip von Texas Instruments aufgebaut war und mit einer Taktrate von 5,8 MHz betrieben wurde. Die 16-Bit-Schieberegister sowie der gesamte I/O wurden durch Microcodes gesteuert und waren mit dem Arbeitsspeicher und der ALU über einen parallelen 16-Bit-Datenbus verbunden. Der Hauptspeicher war 128 kB groß und konnte auf 512 kB erweitert werden.
Die Wechselfestplatte (von Diablo Systems, einer Firma, die später von Xerox übernommen wurde) fasste 2,5 MB. Da diese Laufwerke (Diablo Modell 31 und 44) Frontlader waren, konnte das System mit einem zweiten Plattenlaufwerk erweitert werden. Das Gehäuse des Rechners hatte in etwa die Ausmaße einer kleinen Gefriertruhe. Der Computer wurde durch sein progressives Konzept häufig als erster Personal Computer oder als erste Workstation bezeichnet, obwohl sein technischer Aufbau einem Minicomputer entsprach. Die gewonnenen Erkenntnisse der ersten Jahre führten anhand der ersten Version Alto I zu zahlreichen Verbesserungen der Hardware und Software, wodurch sowohl die Rechenleistung als auch die Bedienbarkeit effizienter wurden und 1976 schließlich beim Alto II umgesetzt werden konnten.
Die Standardkonfiguration bestand aus einem monochromen Monitor mit einer Auflösung von 606 × 808 Pixeln und einer unkodierten Tastatur mit 61 Tasten. Er hatte bereits eine Drei-Tasten-Maus, nutzte Rastergrafik, Fenster, Menüs und Icons. Über das Ethernet-Protokoll konnte er mit anderen Rechnern bei einer Übertragungsrate von 3 Mbit/s verbunden werden, wodurch neben dem Datenaustausch auch E-Mail über das angeschlossene Intranet benutzt werden konnte. Zudem war auch der Anschluss eines Diablo HyType-Typenraddruckers und einer Fünf-Finger-Akkordtastatur möglich.
Die Herstellungskosten lagen bei 12.000 US-Dollar (was auf die Kaufkraft des Jahres 2025 bezogen einem Wert von 85.000 US-Dollar entspricht); der führende Entwickler Charles P. Thacker schätzt, dass der Verkaufspreis im Jahr 1973 bei 40.000 US-Dollar gelegen hätte (damals wurde der Xerox Alto noch nicht offiziell zum Verkauf angeboten, sondern erst ab 1978 zu einem deutlich günstigeren Preis von 32.000 US-Dollar). Durch den enormen Erfolg des Alto wurden in einem Zeitraum von zehn Jahren ca. 2000 Stück hergestellt. Der Computer wurde hauptsächlich in Forschung und Entwicklung eingesetzt. 
Das Besondere an der verwendeten WYSIWYG-Oberfläche ist, dass der Monitor ein US-Letter-Blatt 1:1 im Hochformat darstellen konnte. Auf einer verbesserten Hardware des Alto basierend, wurde auch eine Lisp-Maschine mit dem Namen Dolphin am PARC entwickelt. Bekannt wurde der Alto auch durch die objektorientierte Programmiersprache Smalltalk-80, welche gemeinsam mit der Hochsprache Mesa und deren Nachfolger Cedar darauf entwickelt wurde.
Von 1980 bis 1981 wurden Xerox Alto Computer im Xerox System Development Department für die Entwicklung des Nachfolgers Xerox Star eingesetzt, bei dem die erste kommerzielle Verwendung einer GUI erfolgte.
Am 21. Oktober 2014 wurden der Quelltext des Xerox Alto und andere Ressourcen durch das Computer History Museum veröffentlicht.